# Milhac-de-Nontron
Milhac-de-Nontron là một xã của Pháp, nằm ở tỉnh Dordogne trong vùng Nouvelle-Aquitaine của Pháp.

## Hành chính
| Danh sách các xã trưởng                |             |                 |                  |         |
| Giai đoạn                              | Giai đoạn   | Tên             | Đảng             | Tư cách |
| 1997                                   | đương nhiệm | Francis Leblanc | không chính thức | hưu trí |
| Tất cả các dữ liệu trước đây không rõ. |             |                 |                  |         |

## Thông tin nhân khẩu
| Năm | 1962 | 1968 | 1975 | 1982 | 1990 | 1999 |
| --- | ---- | ---- | ---- | ---- | ---- | ---- |
| Dân số | 800  | 740  | 702  | 636  | 573  | 611  |
| From the year 1962 on: No double counting—residents of multiple communes (e.g. students and military personnel) are counted only once. |      |      |      |      |      |      |